# Förbundet Sveriges Reservofficerare

Förbundets vapen

Sverof, Förbundet Sveriges Reservofficerare, är en svensk försvarsorganisation som har till uppgift att till gagn för landets försvar verka för reservofficersinstitutionens ändamålsenliga utveckling och medlemmarnas fortsatta militära utbildning samt tillvarata medlemmarnas kårintressen och verka för sammanhållning reservofficerare emellan.
Förbundet bildades 1924 och har idag verksamhet över hela landet genom lokalavdelningar.

## Ordförande
- 1998-2002 Magnus G Ruding
- 2002-2006 Torsten A Bernström
- 2006-2007 Carl-Johan Engström
- 2007-2008 Wictor Phalén
- 2008-2010 Peter Winroth
- 2010-2011 Jan Sjölin
- 2011-2012 Per Storm
- 2012-ff Magnus Konradsson